# Marquesado de la Pica
Marqués de la Pica  es un título nobiliario español expedido por el rey Carlos II el 18 de julio de 1684 al maestre de campo Francisco Bravo de Saravia y Ovalle, Alcalde de Santiago de Chile, debido a los buenos servicios prestados en Chile en las guerras de Arauco. Felipe V concedió la perpetuidad de este título a Francisco Bravo de Saravia tiempo después.
Su nombre se refiere al pueblo español de La Pica, actualmente despoblado y perteneciente al término de Tajahuerce, en la provincia de Soria. Al título se adjuntaban en algún tiempo mayorazgos y propiedades en Chile y España, como la Gran Hacienda de Pullally, cuya costa corresponde a lo que hoy es Papudo, balneario fundado por el quinto titular del marquesado.
Al casarse la segunda titular del marquesado con un miembro de la familia Irarrázaval (además de ser su primo hermano), el título pasa a manos de esta familia chilena.
Al quinto titular le fue rehabilitado el título el 10 de noviembre de 1913, luego de cuatro generaciones sin ostentarlo. Después de la muerte del sexto titular del marquesado, el hermano de este, Francisco Yrarrázabal Fernández, revalidó el título el 20 de febrero de 1988. Este último, por cesión, entregó el título a su hijo Francisco Irarrázaval Mackenna, hecho efectuado ante la justicia española el 28 de abril de 1992. Sin embargo, el VI Marqués de la Pica había dejado descendencia, por lo que su nieto, hijo de Fernando Irarrázaval Correa, obtuvo finalmente el título por tener mejor derecho, convirtiéndose en 1998, en el noveno marqués de la Pica.

## Señores y mayorazgos de Almenar

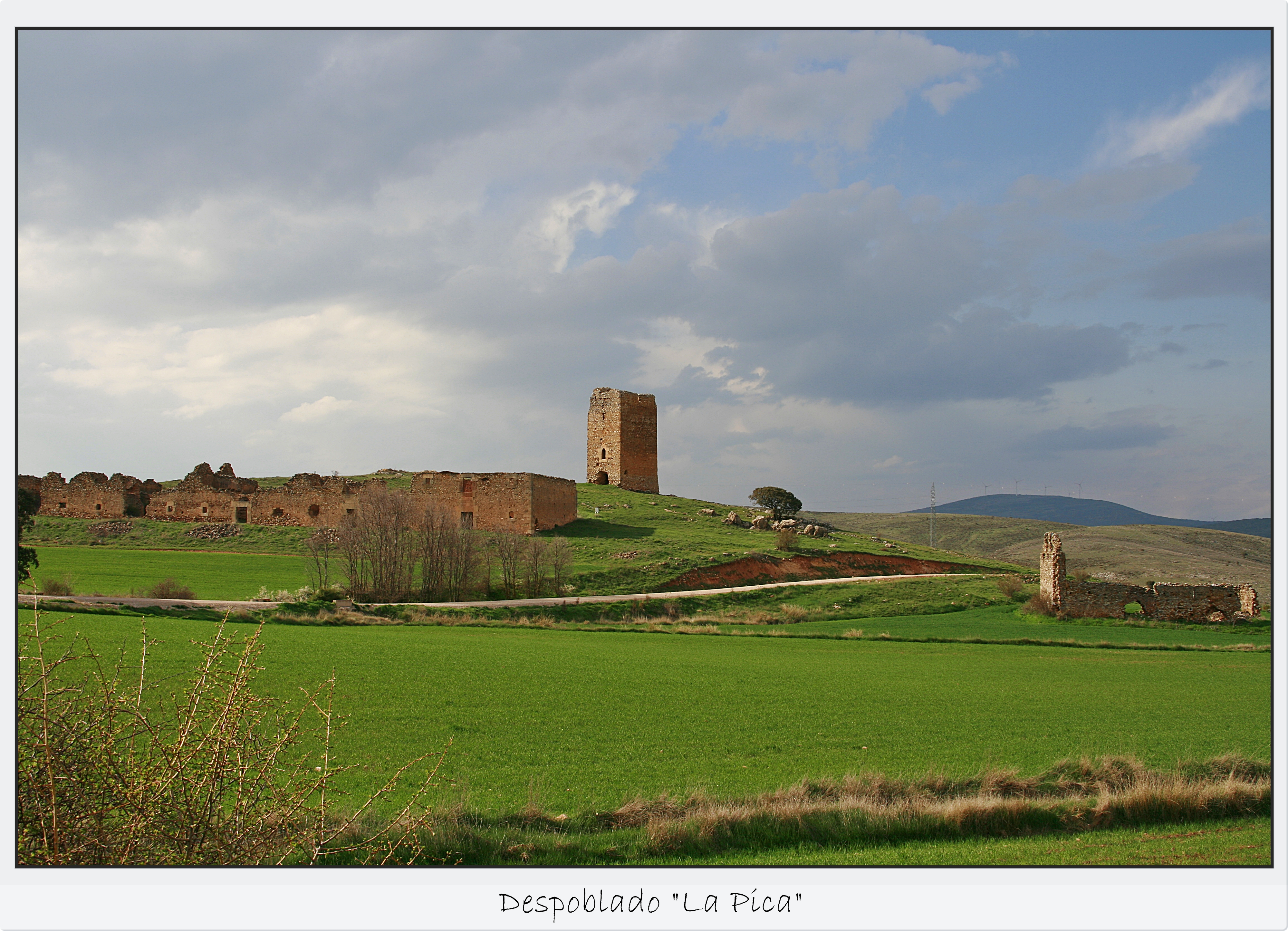
La Pica, despoblado en Soria.

- Hernán Bravo de Lagunas, señor de Almenar y los términos de La Pica, Camareras y Vorulejo, por merced de Juan II de Castilla. Embajador y procurador en cortes. Casó con Catalina Rodríguez de San Clemente. Le sucedió en el señorío de Almenar su hijo Hernán, y en el de La Pica su hija:

- Beatriz Bravo de Lagunas, señora de la Torre de La Pica. Casó con Juan de Saravia. Fundó un mayorazgo en su hijo.

- Juan de Saravia, señor de La Pica y Almenar, I mayorazgo de Almenar (fundado por su madre). Casó con María de Vera y Morales.

## Mayorazgos de Bravo de Saravia (1577)

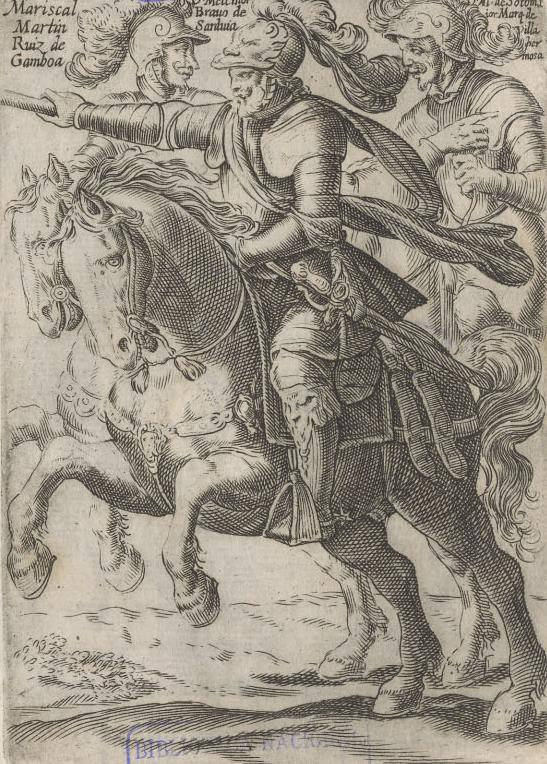
Melchor Bravo de Saravia, al centro.

- Melchor Bravo de Saravia y Sotomayor (c. 1511-8 de diciembre de 1577). Natural de Soria, doctor en leyes por la Universidad de Bolonia. Funcionario en Indias, Gobernador Real de Chile y presidente de su Real Audiencia. Combatió en la Guerra de Arauco, después de su gobierno se retiró a la península. Mayorazgo de Almenar, y por fundación de 1577 mayorazgo de Bravo de Saravia. Casado con Jerónima Sotomayor. Le sucedió su hijo:

- Juan de Saravia (f. 1631), mayorazgo de Bravo de Saravia. Sin descendencia, le sucedió su sobrino:

- Jerónimo Bravo de Saravia de Cáceres (1596-1646), mayorazgo de Bravo de Saravia. Maestre de Campo General del Reino de Chile. Casó con Agustina Ovalle y Pastene.

## Marqueses de la Pica (1684)

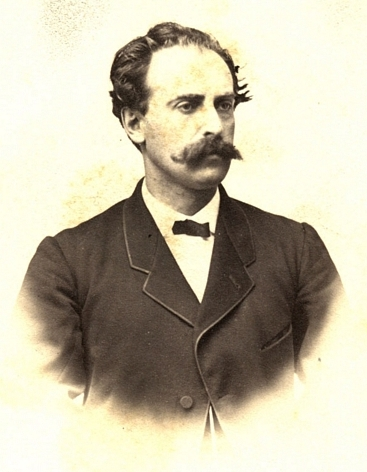
Manuel José Yrarrázaval, bisnieto del cuarto marqués y padre del quinto.

- Francisco Bravo de Saravia Ovalle (1628-1703), I marqués de la Pica, señor de Almenar, mayorazgo. Casó con Marcela Sáenz de Henestrosa. Fueron padres de:

Jerónimo Bravo de Saravia y Sáenz de Henestrosa, que casó con Catalina de Iturrizarra y Gómez del Castillo, cuya hija, por tanto nieta del primer marqués fue:
- Marcela Bravo de Saravia Iturrizarra (1678-1752), II marquesa de la Pica. Le sucedió su hijo:

- Miguel de Irarrázaval y Bravo de Saravia (1706- ? ), III marqués de la Pica. Casó con Francisca Portales y Meneses. Le sucedió su hijo:

- José Santiago de Irarrázaval y Portales (1734-1824), IV marqués de la Pica. Casó con María de las Mercedes del Solar y Lecaros, y en segundad nupcias, con Ana Josefa Fernández de Palazuelos y Martínez de Aldunate.

Rehabilitado en 1913
- Fernando Irarrázaval Mackenna (1862-1940), V marqués de la Pica[3] Casó con María de las Mercedes Fernández y Bascuñán. Le sucedió, en 1946, su hijo:

- Fernando Irarrázaval Fernández (1901-1966), VI marqués de la Pica[4] Casó con Olga Correa de Saa y Pereira. Le sucedió, por rehabilitación, su hermano:

Rehabilitado en 1988
- Francisco Irarrázaval Fernández (n. en 1905), VII marqués de la Pica, hermano del sexto marqués. Le sucedió su hijo:

- Francisco Irarrázaval Mackenna, VIII marqués de la Pica. Le sucedió su sobrino segundo:

- Fernando Irarrázaval Eyzaguirre (n. Santiago, 25 de febrero de 1957), IX marqués de la Pica.[2] Hijo de Fernando Irarrázaval Correa y María Teresa Eyzaguirre Edwards. Casó con Paula Gutiérrez Erlandsen.

## Línea de sucesión
- Francisco Bravo de Saravia Ovalle, I marqués de la Pica (1628-1703)
  - Jerónimo Bravo de Saravia y Henestrosa (1657-1685)
    -  Marcela Bravo de Saravia Iturrizarra, II marquesa de la Pica (1678-1752)
      -  Miguel de Irarrázaval y Bravo de Saravia, III marqués de la Pica (1706-post. 1785)
        -  José Santiago de Irarrázaval y Portales, IV marqués de la Pica (1734-1824)
          - José Miguel Irarrázaval y Cajigal del Solar (1767-1831)'
            - José Miguel Irarrázaval Alcalde (1801-1848)'
              - Manuel José Irarrázaval Larraín (1834-1896)
                -  Fernando Irarrázaval Mackenna, V marqués de la Pica (1862-1940)
                  -  Fernando Irarrázaval Fernández, VI marqués de la Pica (1901-1966)
                    - Fernando Irarrázaval Correa
                      -  Fernando Irarrázaval Eyzaguirre, IX marqués de la Pica (n. 1957)
                        - (1) Paula Irarrázaval Gutiérrez (n. 1987)
                        - (2) Fernando Irarrázaval Gutiérrez (n. 1988)
                        - (3) Elisa Irarrázaval Gutiérrez (n. 1990)

                      - (4) Teresa Irarrázaval Eyzaguirre (n. 1962)
                        - (8) Benjamín Figueroa Irarrázaval (n. 1992)
                        - (10) Carmen Figueroa Irarrázaval (n. 1996)

                      - (5) Isabel Irarrázaval Eyzaguirre (n. 1966)
                        - (6) Isabel Correa Irarrázaval (n. 1986)
                        - (7) Josefina Correa Irarrázaval (n. 1989)
                        - (9) Rodrigo Correa Irarrázaval (n. 1994)
                        - (11) Nicolás Correa Irarrázaval (n. 1997)
                        - (12) Martín Correa Irarrázaval (n. 2002)

                  -  Francisco Irarrázaval Fernández, VII marqués de la Pica (1905-¿?)
                    -  Francisco Irarrázaval Mackenna, VIII marqués de la Pica